# Stær
 For alternative betydninger, se Stær (flertydig). (Se også artikler, som begynder med Stær)
Stæren (Sturnus vulgaris) er en spurvefugl, der er udbredt over store dele af verden. Den er kendt for sin smukke sang om foråret og sine store flokke, der især om efteråret danner sort sol. I Danmark er stæren almindelig over hele landet, hvor størstedelen af bestanden er trækfugle, der ankommer i februar og marts. Stæren yngler ofte tæt på mennesker og søger sin føde på enge og græsplæner, men er afhængig af redehuller i f.eks. gamle træer, for at kunne yngle. Ynglebestanden er vurderet som sårbar på den danske rødliste.

## Udseende og sang
Stæren er en korthalet fugl med en længde på cirka 22 centimeter, det vil sige lidt mindre end en solsort. I yngletiden er stærens fjerdragt sort med små lyse pletter på rygsiden. Fjerene er tydeligt metalskinnende. Hannen har nogle lange fjer på struben, der er specielt tydelige under sangen.
Efter yngletiden fælder stæren i juni-september til en vinterdragt, der er mindre metalglinsende og har mange hvide fjerspidser. Samtidig skifter næbbet farve fra gult til sort. De unge stære er ret ensfarvet gråbrune.
Hannen synger fra marts til ind i maj måned fra en tydelig sangpost i nærheden af redestedet. Sangen er meget varieret og består ofte af efterligninger af andre fugles stemmer. Den indeholder dog altid nogle karakteristiske fløjt og knitrende, knebrende lyde.

## Føde
Stæren søger mest sin føde på åbne arealer, hvor den forår og sommer lever af insekter, orme og snegle, mens den senere på året lever af bær, korn og frø. Ungerne fodres især med larver af stankelben og sommerfugle. Nogle gange er den nødt til at flyve langt fra redepladsen for at finde et godt sted at søge føde.
I Danmark kan man i sensommeren opleve, at f.eks. kirsebærtræer invaderes af stæreflokke. Disse fugle stammer hovedsageligt fra Skandinavien og er på vej til deres vinterkvarter.

### Fødesøgningsteknik
En stær søger føde ved at gå eller løbe på jorden og hele tiden prøvende berøre jorden med næbbet. Når næbbet er ved jordoverfladen, åbnes det, så jord og græs spredes. På den måde kan den bedre få øje på fx orme og insektlarver.

## Fælles overnatning og sort sol
Om efteråret samles mange tusinde stære i det vestlige Danmark, inden de fortsætter videre mod sydvest. Især i Tøndermarsken i det sydlige Jylland ses stærene søge føde på de store, åbne græsarealer. Om aftenen inden solnedgang samles disse fugle til fælles overnatning i rørskovsområder i tætte kæmpeflokke. Dette kaldes for ’sort sol’. Flokkene kan flyve op til 150 kilometer for at finde en sådan egnet soveplads Enkelte gange har man fundet mere end en million stære samlet til overnatning, men oftest er flokkene på mindre end 500.000 fugle.

## Levested og udbredelse
Arten har sin oprindelige udbredelse i Europa og det vestlige Asien og er siden indført til andre dele af verden, f.eks. Nordamerika, Australien og New Zealand.
Stæren er almindelig i hele Danmark. I år 2000 vurderede man bestanden til at ligge på et sted mellem 400.000 og 600.000 par. Flest stære finder man i Vest- og Sønderjylland, i Københavnsområdet samt på Bornholm. Stæren er en meget almindelig ynglefugl omkring huse, i parker og i skove, hvor der findes egnede redesteder. Stærene finder gerne en yngleplads, der støder op til et frit græsareal som f.eks. enge, græsplæner og parker.

### Tilbagegang
Selv om stæren stadig er meget almindelig i Danmark, er bestanden her og i det meste af Skandinavien i tilbagegang. Mellem 1976 og 2005 er bestanden halveret. Mange enge, hvor stærene finder en stor del af føde, er forsvundet på grund af tilgroning og dræning, og i de fleste skove er der efterhånden langt imellem gamle træer med redehuller, som stærene kan yngle i. Stærene er derfor ikke så udbredte i egne af landet, hvor der er sket en omlægning fra græsningsarealer med kvæg til kornmarker. En anden årsag til tilbagegangen kan være manglende redepladser. I visse områder er der muligvis plads til flere stære, hvis der sættes redekasser op. Stærene kan hjælpe til med at æde skadedyr, der ødelægger græsset.

### Mellemtræk
Fra midten af juni til og med juli samles de nyudfløjne unger og i mindre grad også voksne fugle på åbne arealer, hvor de søger føde, samtidig med at de bevæger sig i vestlig retning. Dette kaldes for et såkaldt mellemtræk, hvor stærene gør holdt for at foretage en fældning til vinterdragt. En del af de unge stære forlader landet og flyver til områder ved Holland. Senere på efteråret med kulmination i oktober støder de ældre stære til, og de danske stære tilbringer vinteren i Storbritannien, Nordtyskland, Belgien, Holland og det nordlige Frankrig.

## Æg og unger
Stæren er en hulruger, der for at kunne yngle kræver redekasser eller naturlige redehuller, eksempelvis hule træer eller forladte spættehuller.
Fra slutningen af april til midt i maj lægger stæren 5-6 blågrønne æg, som begge mager udruger på 12-13 dage. Ungerne forlader reden, når de er 20-22 dage gamle. Stæren får normalt kun ét kuld om året.
Hvis de rette forhold er til stede, kan stære yngle meget tæt på hinanden, f.eks. i områder med mange spættehuller eller stærekasser. Man kan derfor nemt få stære til at yngle i haven ved at opsætte egnede redekasser. Stæren er i det hele taget en yderst social fugl, der både yngler, overnatter og trækker i fællesskab.

### Parasitter
Fuglereder er oftest fyldt med generende smådyr, der lever som parasitter på fuglene. Det problem har stæren løst ved en form for kemisk krigsførelse. Planter som kodriver og malurt udskiller naturlige insektbekæmpelsesmidler. Ved at lægge blade fra sådanne planter i reden, holder stæren antallet af generende smådyr nede.

## Underarter i Nordatlanten
Stærene på Færøerne har med tiden udviklet sig til at være de største i Nordatlanten og med sin egen underart, Sturnus vulgaris faeroensis, mens stærene på Shetlandsøerne, Fair Isle og De ydre Hebrider er lidt mindre, men også med sin egen underart, Sturnus vulgaris zetlandicus. Endelig hører de fleste af de øvrige europæiske stære til den mindre nominatform, Sturnus vulgaris vulgaris. Der findes dog omkring 10 andre underarter, der er udbredt i det sydøstlige og østlige Europa samt i Asien og på Azorerne.
Oprindeligt lignede stærene i Skotland og England de store nordatlantiske, men før år 1800 uddøde stæren i Skotland og blev en sjælden fugl i England. Hundrede år senere, omkring år 1900 indvandrede underarten Sturnus v. vulgaris til England og Skotland fra Europa. Denne underart har desuden bredt sig til Island, idet der i 1941 skete en "invasion" til Hornafjörður i den sydøstlige del. Der findes i dag livskraftige bestande på såvel øst- som vestsiden af Island. Denne lille underart ses indimellem også blandt stærene på Færøerne og kendes på deres mindre størrelse og ungfuglene desuden på, at de er langt lysere end Færøernes egen Sturnus vulgaris faeroensis.[kilde mangler]

## Ringmærkning
Danske stære var de første fugle, der blev ringmærket. Det skete da skolelærer Hans Christian Cornelius Mortensen fra Viborg i 1899 satte aluminiumsringe om benet på unge stære. Hver ring var præget med et nummer og teksten: "H. Chr. C. Mortensen, Viborg, Danmark". Hvis nogen fandt en ringmærket stær, kunne de derved skrive tilbage og fortælle, hvor og hvornår fuglen var fundet. På denne måde fandt H.C. Mortensen og senere ringmærkere ud af, hvor de danske stære overvintrede, nemlig i England, Nordtyskland, Belgien, Holland det nordlige Frankrig og Danmark selv. Ringmærkningen har siden betydet meget for forståelsen af fuglenes træk.
Siden 1899 er der i alt blevet ringmærket over 200.000 stære i Danmark, hvoraf mere end 5.000 er blevet genfundet.